# رجینا کنت
رجینا کنت (انگلیسی: Regina Kent؛ ۴ سپتامبر ۱۹۶۷ – ۱۶ اوت ۱۹۹۹) بازیگر اهل هنگ کنگ بود.
از فیلم‌ها یا برنامه‌های تلویزیونی که وی در آن نقش داشته‌است، می‌توان به میراث خشم، بازرسان دامن‌پوش و معجزه اشاره کرد.